# 小颖异燕麦
小颖山燕麦（学名：Helictotrichon schmidii var. parviglumum），别名小颖异燕麦，为禾本科山燕麦属下的一个变种。

## 扩展阅读
- 維基物種上的相關：小颖山燕麦